# Lộ hoàng hậu (Lưu Tống Tiền Phế Đế)
Lộ hoàng hậu (chữ Hán: 路皇后), không rõ tên thật, là hoàng hậu của Lưu Tống Tiền Phế Đế Lưu Tử Nghiệp trong lịch sử Trung Quốc.

## Tiểu sử
Phụ thân của Lộ hoàng hậu là Lộ Đạo Khánh (路道慶), em trai của thái hoàng thái hậu Lộ Huệ Nam.
Lộ thị là vợ thứ hai của Lưu Tử Nghiệp. Khá ít thông tin lịch sử về Lộ hoàng hậu cũng như thái tử phi Hà Lệnh Uyển (何令婉) (đã qua đời trước khi Nghiệp đăng cơ), chính thất của Lưu Tử Nghiệp.
Ngày 12/7/464, Lưu Tử Nghiệp lên ngôi hoàng đế, tức Lưu Tống Tiền Phế Đế. Mùa đông năm 465, Lộ thị được sắc phong làm hoàng hậu. Theo ghi chép, Lưu Tử Nghiệp là người bạo lực và bốc đồng, bao gồm cả việc thảm sát nhiều đại thần cấp cao. Ngoài ra, Tiền Phế Đế còn là người hoang dâm, gây ra nhiều tội ác. Chỉ 16 ngày sau khi sắc phong Lộ hoàng hậu, Tiền Phế Đế đã bị ám sát. Ông được chôn cất với người vợ quá cố của ông là Hà Thái tử phi. Từ đó, không còn ghi chép nào về Lộ hoàng hậu.